# Técnico de iluminação
Técnico de iluminação  é todo aquele que está envolvido  com  a localização, definição e controle de iluminação em locais de arte e entretenimento, tais como teatros ou locais de música ao vivo, ou ainda em video, produção de televisão, ou de filme.
Em uma produção teatral, o técnico de iluminação trabalha sob o designer de iluminação e eletricista mestre. Em vídeo, televisão e produções de cinema, os técnicos de iluminação trabalham sob a direção do técnico de iluminação chefe que leva a sua direcção ao cineasta. Em música ao vivo, os técnicos de iluminação trabalham sob o diretor de iluminação. Todos os chefes de departamento apresentam relatórios ao gerente de produção.

## Responsabilidades
Técnicos de iluminação são responsáveis pelo movimento e instalação de vários equipamentos de iluminação para a separação de luz e sombra ou contraste, profundidade de campo e /ou efeitos visuais. Eles também podem instalar cabos elétricos, dispositivos elétricos, efeitos de cor ou padrões de imagem, foco de luzes, e ajudar na criação de efeitos ou sequências de programação.
O trabalho de um técnico de iluminação diz respeito à segurança de aparelhagem e trabalhar com objetos pesados e que podem ficar quentes.

## Técnico de iluminação de filme
Técnico de iluminação de filme, também conhecidos como técnico de iluminação elétrica, técnico de aparelhagem de iluminação elétrica, operador de lâmpadas ou eletricista, é o indivíduo habilitado a lidar com todas as necessidades elétricas, bem como o lugar e se concentrar toda a iluminação sob a direção do chefe (técnico de iluminação chefe).

### Funções
Os técnicos de iluminação possuem entre outras as seguintes funções:
- Discutem as necessidades de produção com o operador de câmara
- Selecionam luzes e equipamentos a serem utilizados, e organizar qualquer equipamento adicional.
- Definem, concentram e operaram luminárias e equipamentos elétricos.
- Escolhem e combinam as cores para alcançar o efeito desejado.
- Usam sistemas manuais ou computarizados para controlar a iluminação durante a produção.
- Realizam funções de manutenção de rotina, tais como a substituição de lâmpadas e filtros de cor danificadas e manter equipamentos de iluminação em condições de trabalho segura.
- Fornecem eletricidade a todos os serviços e departamentos, e são responsáveis pela gestão de geradores elétricos.

## Técnico de iluminação de palco
Em apresentações ao vivo de música, shows e outros entretenimentos, técnicos de iluminação de palco (também chamados de operadores de iluminação) são indivíduos que manejam, programam ou controlam os aparelhos de iluminação a fim de produzir os efeitos para apresentações ao vivo, concertos e qualquer outro show que envolve a iluminação.

### Funções
Os eletricistas de palco possuem entre outras as seguintes funções:
- Focalizar
- Controlar as luzes ou instrumentos de iluminação
- Variar o tipo de iluminação durante a apresentação.